# Maison de Jelling
La maison de Jelling (Jellingdynastiet en danois) est une dynastie originaire de Jelling qui a donné des rois au Danemark, à la Norvège et à l'Angleterre aux Xe et XIe siècles. Elle est également appelée maison de Gorm (Gormslægten) en référence à son premier membre historiquement attesté, Gorm l'Ancien, ou maison de Knýtlinga en référence à son membre le plus célèbre, Knut le Grand.
Cette dynastie s'éteint en lignée mâle à la mort du roi Hardeknut, en 1042. La maison d'Estridsen, qui règne sur le Danemark par la suite, est issue d'une sœur de Knut le Grand et descend donc elle aussi de Gorm l'Ancien.

## Arbre généalogique

Territoires détenus par Knut le Grand vers 1030

Les points d'interrogation indiquent des filiations incertaines.
- Hardeknut, roi (légendaire ?) de Danemark
  - Gorm l'Ancien (mort vers 958), roi de Danemark
    - Knut Danaast (mort en 940)
      - Guld-Harald (mort en 965)

    - Torke (mort en 985)
    - (?) Gunhild Kongemor (morte vers 980), épouse Éric à la Hache sanglante
    - Harald à la Dent bleue (mort vers 986), roi de Danemark
      - Hakon Haraldsson (mort avant 987)
      - Thyra Haraldsdatter (morte en 1000), épouse Styrbjörn le Fort puis Olaf Tryggvason
      - (?) Gunhild Haraldsdatter (morte en 1002), épouse Pallig (en)
      - Sven à la Barbe fourchue (mort en 1014), roi d'Angleterre, de Danemark et de Norvège
        - Harald Svensson (mort en 1018), roi de Danemark
        - Knut le Grand (mort en 1035), roi d'Angleterre, de Danemark et de Norvège
          - Harold Pied-de-Lièvre (mort en 1040), roi d'Angleterre
          - Sven Knutsson (mort en 1035), roi de Norvège
          - Hardeknut (mort en 1042), roi d'Angleterre et de Danemark
          - Gunhild (morte en 1038), épouse l'empereur Henri III
            - Béatrice (1037-1061), abbesse de Gandersheim et Quedlinbourg

        - Estrid Svendsdatter, épouse Ulf Thorgilsson
          - Sven Estridsen (mort en 1076), roi de Danemark
            - Maison d'Estridsen